# Miaccia
La miaccia, usato comunemente al plurale miacce (in dialetto valsesiano Mijacci; in lingua walser Miljntscha) è un prodotto agroalimentare tipico della tradizione valsesiana.

## Descrizione

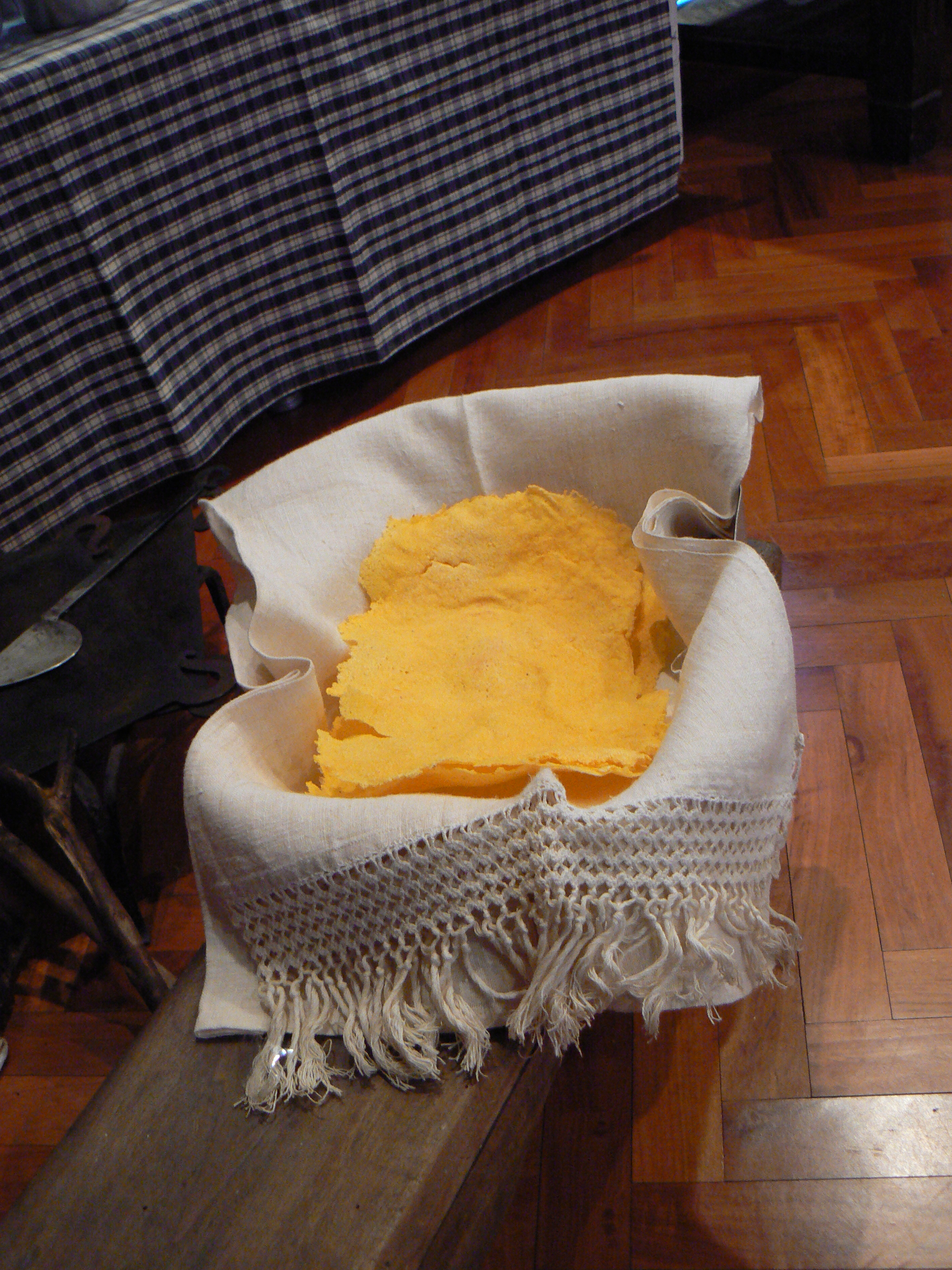
Miassa

La loro produzione ed il loro consumo è attestato in alta Valsesia sin dal XV secolo grazie agli inventari dei notai (ferrum ad facenda miliacia).
Simile è il piatto canavesano chiamato miassa; si accompagna con il salignun, formaggio fresco mescolato con peperoncino e sapori vari.
È fatta con farina bianca, latte, e uova.
Viene cotta con un apposito utensile, detto "ferro delle miacce" (formato da due piastre di ferro circolari con lunghi manici), che viene riscaldato sul fuoco e sul quale si versa poi la pastella.
Si può mangiare al naturale, più croccante, come da ricetta originale; nella maggior parte dei casi però viene farcita con toma, gorgonzola, salumi, ma la farcitura più tipica rimane il salignon. Nei giorni di festa viene preparata dolce con marmellata di mirtilli e panna, miele, burro, confetture o Nutella.
Si ricorda che nell'impasto per tradizione non occorre il sale.
È una pietanza tipica Walser.
Localmente la ricetta e la preparazione subiscono piccole variazioni: per esempio, la miaccia valsesiana non è uguale alla miassa del Canavese.
La variante canavese è fatta con farina di mais e acqua, per la cottura i ferri da miasse sono riscaldati direttamente sulla fiamma, vi si versa sopra la pastella, per poi venire posti di nuovo sul fuoco.